# グリムの法則
グリムの法則（グリムのほうそく、ドイツ語: Grimmsches Gesetz、英語: Grimm's Law）もしくは第一次子音推移（ドイツ語: Erste Lautverschiebung）は、1822年にドイツの文献学者ヤーコプ・グリム（童話で有名な「グリム兄弟」の長兄）が、Deutsche Grammatik (1822) の中で体系化したゲルマン語における子音推移（印欧祖語からゲルマン祖語への分化の過程で起きた音韻変化）の法則である。以前より公用者の間で何となく指摘されており、最初に印欧語（ゲルマン語、ラテン語、ギリシャ語）との系統的な比較を発表したのはラスムス・ラスクであるが、グリムの発表で定着した。印欧語の本格的な比較言語学はこれに始まる。

## 有声破裂音+帯気音から有声破裂音への変化
これらの破裂音（閉鎖音）は印欧祖語ではそれぞれ有声帯気音 *bh, *dh, *gh, *gwh であったと現在では考えられている。有声有気破裂音から、ゲルマン祖語において有声無気摩擦音 *ƀ, *đ, *ǥ, *ǥw を経て、有声破裂音 b, d, g, gw に変わった。このグループの推移はラテン語においては不規則性が大きいので直接並べていない。
bh → b
- Bruder [独], brother [英]（ラテン語ではfrater）
- Boden [独], bottom [英]（ラテン語ではfundus）

dh → d
- Tür [独], door [英]（ギリシャ語ではthyra）
- Tochter [独], daughter [英]（ギリシャ語ではthygater）

gh → g
- Gast [独], guest [英]（ラテン語ではhostis）

## 有声破裂音から無声破裂音への変化
b → p
このグループは大変まれである。
- labium [羅] と Lippe [独], lip [英]

d → z/ts/ - t
- duo [羅] と zwei [独], two [英]
- dent- [羅] と Zahn [独], tooth [英]
- decem [羅] と zehn [独], ten [英]

g → k (c)
- genu [羅] と knee [英]
- genus [羅] と kin [英]

## 無声破裂音から無声摩擦音（帯気音）への変化
p → f
- pater [羅] と Vater [独], father [英]
- ped- [羅] と Fuß [独], foot [英]

t → θ
- tres [羅] と drei [独], three [英]（ドイツ語のdが不規則なのは、ドイツ語独自の推移）

k → x → h
- kardia [希] と Herz [独], heart [英]
- keras [希] と Horn [独], horn [英]
- kyon [希] と Hund [独], hound [英]
- centum [羅] と hund(-ert) [独], hund(-red) [英]
- casa [羅] と house [英]（未詳だが原理として該当する）